# Ичиго Куросаки
И́чиго Куросаки (яп. 黒崎 一護 Куросаки Итиго) — главный герой аниме и манги «Блич», созданный Тайто Кубо. Имя Ичиго (一護, итиго) — омоним японского слова «клубника» (яп. 苺 или イチゴ) («клубника» пишется другими иероглифами и является типичным японским женским именем), поэтому некоторые герои обзывают его «Ягодка» или даже «Ягодка-тян». В 21 серии аниме Ичиго говорит, что в его имени иероглиф ити (一) означает «первый», а го (護) происходит от слова «хранитель». (Отец однажды сказал ему, что его имя значит «защитник».)
Ичиго — школьник, с детства способный видеть и трогать призраков. У Ичиго даже есть знакомые призраки, которыми он приносит цветы на могилу. Тем не менее он не склонен к мистицизму и, хотя читает гороскопы, утверждает, что не верит им.
Ичиго занимает 20 строчку в списке 25 лучших персонажей аниме по версии IGN. В рейтинге популярности журнала Shonen Jump, он долгое время занимал первое место, хотя в последнем рейтинге, опубликованном в 2008 году, опустился на 3-ю строчку, уступив Рукии Кучики и проводнику душ Тосиро Хицугае. С ним выпускаются разнообразные товары, в том числе брелоки плюшевые игрушки и статуэтки.

## Описание

### Внешность
Ичиго высокий худощавый и подтянутый парень, с ярко-рыжими волосами. Из-за цвета волос Ичиго даже не ходит в парикмахерскую, и их ему стрижёт младшая сестра Юдзу. На начало аниме Ичиго 15 лет.

### Характер
Ичиго по характеру спокойный, но иногда вспыльчивый. Из-за постоянных издёвок и драк, спровоцированных его цветом волос, Ичиго научился применять силу и выработал модель поведения — плохого парня, и волка одиночки. Он спокойно ввязывается в драки с хулиганами, заявляя, что его не волнует чужое мнение, тем самым поддерживая имидж волка-одиночки. Тем не менее, он привязан к друзьям, готов защищать близких людей до последнего и рискует ради них жизнью.
Чтобы улучшить свой образ в глазах учителей, Ичиго хорошо учится, много читает и занимается, а также он занял 18-ю сточку в списке лучших учеников школы.
Он не в восторге от новоприобретённых сил и поначалу заявляет, что отказывается помогать Рукии, потому что не хочет драться с монстрами ради безопасности незнакомых людей.
У Ичиго есть привычка ошибаться в чтении чужих имён(это не сравнивает с тем случаем, когда при одном событии, он случайно встал как вкопанный. По данным, ей это понравилось, и она готова это повторять даже при "ее условиях, включая быть с ним всегда"), как было, например, с его одноклассником Ясуторой Садо, который из-за невнимательности Ичиго стал Чадом, а после первой встречи с Урю Исидой (ещё одним его одноклассником), Ичиго долго не мог вспомнить его имя и рассматривал такие варианты, как «Вилли Исида» и «Волли Исида», а когда увидел иероглифы 雨竜 (Урю), прочёл их как «Амэтацу». По словам подруги детства Ичиго Тацуки Арисавы, он помнит только половину людей из собственного класса.

### Семья
Ичиго живёт в вымышленном городке Каракура вместе c двумя младшими сёстрами — Карин и Юдзу — и отцом Иссином Куросаки, который заведует маленькой больницей. Когда Ичиго было девять лет, его мать Масаки была убита пустым. У Ичиго тёплые отношения с сёстрами, он даже говорил своей подруге Орихимэ Иноуэ, что старшие братья именно потому рождаются первыми, чтобы защищать своих маленьких братьев и сестёр, и даже с отцом, который постоянно нападает из-за угла под разными предлогами: «Поздно!.. Мы всегда ужинаем в 19:00!», а когда Ичиго уклоняется от удара, гордо провозглашает: «Мне больше нечему тебя учить». Рецензент на IGN замечает, что «отношения Ичиго с отцом всегда были интересны своей нестандартностью; они больше похожи на двух ссорящихся друзей, чем на отца с сыном».
Ичиго принадлежит к клану Сиба проживающих в Руконгане. Кайэн, Кукаку и Гандзю являются его двоюродными братьями и сестрой. Многие в Обществе Душ отмечали необыкновенное внешнее сходство между Кайэном и Ичиго.
Масаки — чистокровная квинси, жившая у семьи Исид, которые взяли её на воспитание. Однажды она спасла от пустого капитана 10 отряда Иссина Сибу, но пустой ранит её. Так как пустой был одним из экспериментов Айдзэна, укус вызывает пустификацию Масаки. Но Иссин без раздумий принимает предложение подоспевшего на помощь Урахары и позволяет запечатать свои силы проводника душ, чтобы спасти Масаки. Затем Иссин рассказывает Ичиго причину гибели его матери. Оказывается, в момент, когда Масаки вместе с маленьким Ичиго столкнулась с Удильщиком, Яхве устроил «священный отбор», забрав силу всех нечистокровных квинси, что и стало причиной гибели Масаки, а также матери Урю.

## Боевые навыки
Боевой стиль Ичиго строится на скорости и рубящих ударах. Он постоянно перемещается по полю боя, уклоняясь от ударов врага и заходя в его слепые зоны, в которых старается нанести один сильный удар, чтобы вывести его из строя. В бою Ичиго часто играется со врагом, не использует все силы и старается ранить врага, а не убить его.
Сила Ичиго состоит на:
- огромной духовной силе, находящаяся на уровне выше капитана синигами;
- высокой скорости обучения.

```
Например: Ичиго за 2 дня научился 
сюмпо
 — «молниеносные шаги», параллельно овладевая 
банкаем
. Урахара называет его способности «пугающими»
[
23
]
.
```

Ичиго является уникальным существом, внутри него сочетаются несочетаемые силы, силы: синигами, квинси, пустого и подчинителя. Хотя для Квинси рэяцу Пустых является ядом, разрушающим их тела. До финального боя с Квинси все эти силы находились в конфликте, и духовная сила Ичиго была нестабильной и хаотичной.
Например: Урахарой и Куроцучи, при помощи Пилюль Пустофикации вернувших украденные Бан-Каи Капитанам.

### Человеческие силы
Ичиго с раннего детства изучал боевые искусства, постоянно дрался с одноклассниками, хулиганами, бандитами.

### Силы синигами
Ичиго — сын Иссина Куросаки (Сибы), синигами и бывшего капитана 10 отряда, от которого он унаследовал силы синигами.
Ичиго не проходил полноценного обучения как синигами, он не учился кидо и пользоваться духовной силой. Поэтому Ичиго полагается на дзанпакто, «молниеносные шаги» и своё хорошее восприятие духовной силы. Как синигами, Ичиго равен сильнейшим капитанам; даже без дзанпакто, используя только рукопашный бой, он способен побеждать несколько лейтенантов сразу.
После вторжения в общество душ Дзюсиро Укитакэ сделал Ичиго «исполняющим обязанности синигами» и вручил особый медальон в знак того, что Ичиго отныне товарищ и союзник общества душ. Медальон позволяет превращаться в синигами и предупреждает о появлении поблизости пустых. В отличие от лейтенантов и капитанов, Ичиго может в полную силу драться и в обычном мире, и в Сообществе душ.
```
Все офицеры и лейтенанты общества душ, ставят ограничения на силу в 80 %, чтобы не воздействовать на мир живых.
```

#### Дзанпакто
Формально Дзанпакто Ичиго зовут Дзангэцу (яп. 斬月 Zangetsu, «Рубящая луна»).
Долгое время сила квинси, которая в подсознании Ичиго выглядело как Яхве 1000-летней давности, и вводила Ичиго в заблуждение, утверждая, что именно он является Дзангэцу. В конце концов становится ясно, что внутренний пустой Ичиго, который представал перед ним в облике белого клона, и есть его настоящее дзанпакто.

##### Асаути
Асаути Ичиго по сравнению с оружием других синигами имеет огромные размеры, и выглядит как широкая катана длиной под 1,6 метра, что говорит об огромной духовной силе Ичиго. Из-за неспособностью Ичиго контролировать и вливать духовные силы в дзанпакто, меч был тупым и непрочным.
```
Например:Бякуя Кучики с лёгкостью перерубает его пополам во время первой встречи с Ичиго. Кискэ Урахара, в ходе тренировки искромсал меч до рукоятки.
```

##### Сикай
В конце первой сюжетной арки Ичиго узнаёт имя своего меча и пробуждает сикай. В сикае Дзангэцу похож на огромный тесак, по размерам сопоставимый с ростом Ичиго (174 см). Обычно он находится на перевязи за спиной, а лезвие обёрнуто бинтами, с помощью которых можно вращать меч, как кистень.
Особая способность Дзангэцу — удар Гэцуга тэнсё (яп. 月牙天衝, «Клыки Луны, разящие небеса»), позволяющий высвобождать энергию с кончика меча в виде голубого серпа. Поначалу этот удар использовался интуитивно, но Ичиго научился контролировать его почти сразу, как узнал имя Дзангэцу. Сам Дзангэцу говорил, что «знание или незнание имени атаки влияет на мощность удара».

##### Банкай
Банкай Ичиго называется Тэнса Дзангэцу (яп. 天鎖斬月, «Небесная цепь, разрубающая луну») и представляет собой чёрный приталенный халат, похожий на форму синигами, и чёрную катану с красной цубой в виде креста и цепочкой на рукоятке. Сила банкая Ичиго заключается в сжатии сил самого Ичиго, благодаря чему он может развивать огромную скорость, сильно превышающую «молниеносные шаги», а также сверхбыструю реакцию — герой не двигается, а практически летает и как бы находится в нескольких местах одновременно.
В банкае Гэцуга приобретает чёрный цвет с красным блеском и именуется Курой гэцуга (яп. 黒い月牙, «Чёрный лунный клык»). Однако эта формулировка отражает только цвет (яп. курой — «чёрный»), но не является настоящим названием. Также в банкае Ичиго может управлять гэцугой, изменяя её форму, а также высвобождать её в момент физического контакта с противником, усиливая удар. Курой гэцуга Ичиго позаимствовал у своего внутреннего Пустого. В банкае форма так же получает дополнительные функции. Часть формы можно превратить в что-то наподобие серо арранкаров, и использовать для защиты или усиления Курой гэцугу.
Из-за неопытности при первом использовании банкая, Ичиго переломал себе кости от давления духовой силы, со временем он научился использовать банкай без вреда для здоровья.

##### Финальная форма
Существует также приём под названием «Завершённая Гэцуга тэнсё», но Дзангэцу поначалу отказывается обучать Ичиго ей. Однако в результате долгой тренировки оказывается, что финальная гэцуга — не что иное, как превращение самого Ичиго в гэцугу, дающее на краткое время колоссальную силу, но ценой её использования является последующая потеря сил проводника душ. Побочным эффектом трёхмесячной тренировки с Тэнса Дзангэцу и внутренним пустым стало овладение Ичиго новой силой. Его духовная сила возросла настолько, что перестала ощущаться, а дзанпакто изменился — узор гарды увеличился и цепь удлинилась до такой степени, что обвивается вокруг правой руки Ичиго, символизируя возросшее единство дзанпакто и проводника душ.

#### Дзанпакто с силами подчинителя
После того, как Куго Гиндзё с возвращённой благодаря Цукисиме памятью поглощает силы Ичиго своим «Крестом Казни», Рукия вернула Ичиго силы синигами.
Выученное ранее Подчинение душ преображает обычную форму синигами — у Ичиго появляются воротник, нагрудник, поножи и наручи в форме креста, похожего на символику его удостоверения. Также изменился и занпакто — теперь Зангэцу имеет рукоять, сильно напоминающую рукоять его прежнего Банкая (переплетённая кожей с куском цепи на конце), а его лезвие стало более чёрным, изогнутым и большим. Теперь одно лишь Кэнъацу (давление рэяцу, порождаемое взмахом занпакто) Зангэцу сильнее, чем оригинальная Гэцуга тэнсё. Сама Гэцуга становится колоссально огромной и разрушительной (одной такой «Гэцуги» хватило, чтобы разогнать облака над всей Каракурой). Банкай Ичиго также претерпел изменения: оригинальный костюм обновился наручами белого цвета, чёрными перчатками, и плетениями в виде креста, плащ разделился на 3 части у основания, гарда Тэнса Дзангэцу приобрела более устрашающий вид, цепь стала длиннее, а лезвие изогнулось и дополнилось 3 зазубринами на конце.

#### Дзанпакто с силами квинси
После сражения с Яхве банкай Ичиго был сломан. Чтобы восстановить дзанпакто, Ичиго отправился к создателю дзанпакто — Нимаю Оэцу. Нимая объясняет Ичиго и Рэндзи, что восстановить сломанный банкай невозможно. Он даёт им испытание, продержатся в бою с материальными асаути 3 дня и выбрать асаути для нового дзанпакто. Первоначально Ичиго проваливает испытание. Однако узнав правду о своём происхождении, все асаути признают его достойным.
Во время ковки дзанпакто Ичиго разбирается силой квинси и синигами и объединяет их в одном дзанпакто. В результате у Ичиго в руках оказался двойной дзанпакто Дзангэцу. Дзангэцу-квинси принимало форму ножа наподобие чёрного тесака батчамдоу, а Дзангэцу-пустой — чёрный Дзангэцу в шикае, но появился своеобразный вырез в клинке.

### Силы квинси
Роль озвучивает Суго Такаюки

Частица души Яхве— воплощение силы Квинси, долгое время выдавал себя за Дзангэцу

Ичиго — сын Масаки Курасаки — чистокровной квинси, от которой он наследовал силы квинси.

#### Истоки
Олицетворением силы квинси является частица души Яхве. Не ясно, как Ичиго получил часть души Яхве. Внутри Ичиго сила квинси выглядит как темноволосый мужчина 30-40 лет, являющиеся воплощением Яхве 1000-летней давности, кардинально отличается от «настоящего» гораздо меньшей жестокостью и более молодой внешностью.
Сила квинси долгое время выдавала себя за силу синигами, и называло себя Дзангэцу.

Изначально, как воплощение Яхве был категорически против того, чтобы Ичиго становился синигами и даже всеми силами подавлял его потенциал в надежде сбить с пути, в противном случае он был бы вынужден убить его. Однако, видя чистые мотивы Ичиго, отказывается от своих первичных мотивов и решает помогать ему. Ичиго постоянно называет его «старик» (яп. オッサン оссан), однако в состоянии Банкая внешний вид меняется, и он уже выглядит как молодой человек с длинными волосами. Дух Яхве всегда очень спокоен и собран, может дать мудрые советы, уважает силу и порой устраивает Ичиго проверки. Несмотря на то, что он кажется равнодушным к проблемам своего владельца, это впечатление обманчиво. Мир духа Яхве в большей степени зависит от Ичиго: 
Я ненавижу дождь, Ичиго. Дождь идёт и в этом мире. Когда твоё сердце испытывает беспокойство, небо покрывается тучами. Когда тебе грустно, начинает идти дождь. Моё сердце разрывается от этого. Понимаешь ли ты? Как невыносимо, когда идёт дождь, а ты один в совершенно пустом мире? Чтобы не допустить этого, я готов дать столько силы, сколько тебе нужно! Если ты доверишься мне, я не позволю упасть с небес ни одной капле! Ичиго, доверься мне. Ты сражаешься не один. 
 они сдружились с мечом.
Силы квинси у Ичго пробудились во время битвы с квинси из Ванденрейха — Киргэ Опье. Киргэ Опье проигрывал и был сильно ранен, тогда он, используя свою сильнейшую способность, запечатал Куросаки в тюрьме между мирами. Вырваться может только квинси, и неважно, насколько пленник силён, если он не во много раз превосходит обладателя тюрьмы. Но Ичиго быстро вырвался из тюрьмы благодаря своим способностям квинси, которые активировались генетической памятью в результате взаимодействия с тюрьмой.

#### Описание
Ичиго не учился пользоваться силой квинси, и смог пробудить только одну способность унаследованную от матери Блют Вене. Блют Вене — защитная способность, доступная некоторым квинси, когда духовная сила распространяется прямо по венам и защищает от атаки даже от превосходящего противника.
```
Во время боя с настоящим Яхвей, когда Яхве ткнул мечем в шею Ичиго, Ичиго подсознательно активировалась Блют Вене, в результате чего он получил только царапину. 
```

Другие способности Ичиго в этой форме неизвестны, однако они явно велики, так как он смог отразить удар меча Яхве, одного из сильнейших персонажей Блича, а также Кириндзи, синигами, намного превосходящего уровень среднего капитана. Частица души Явхе является воплощением сил квинси в крови Куросаки, и поэтому силы синигами у Ичиго подсознательно сочетаются с силой квинси.
Также известно, что костюм Тэнса Дзангэцу связан с Блютом.

### Пустой

Дзанпакто Ичиго

Ичиго в маске пустого

История пустого уходит своими корнями задолго до рождения самого Ичиго. В обществе душ Айдзэн в лаборатории тайно проводил эксперименты по созданию искусственных пустых, сотканных из душ синигами. Все созданные пустые умирали, единственный удачный образец сбежал и, слепо следуя инстинктам, убивал всех подряд, его внешность была практически полностью идентична полной форме пустого Ичиго. При стычке с Иссином (отцом Ичиго), пустого обезвреживает Масаки, однако тот успевает проникнуть в её душу и начинает холлоуфицировать её. Чтобы спасти девушку, Иссин, жертвуя силой синигами привязывает свою силу к душе Масаки и начинает жить, как человек. Когда Масаки рожает Ичиго, пустой проникает в его душу, долгое время он никак не проявлял себя до событий тренировки Ичиго с Кискэ Урахарой, когда цепь души Ичиго была практически уничтожена, что обычно приводит к превращению в пустого. Ичиго удалось справиться и пробудить в себе силу проводника душ, но пустой частично пробудился. Пустой к тому моменту приобрёл разум и самосознание, а также крепко слился с силой синигами Ичиго, став его дзанпакто. Себя называет безымянным (по своим же словам), которого большинство фанатов называет Хичиго Сиросаки (англ. Hichigo сокращение от Hollow Ichigo — Пустой Ичиго; Сиросаки — видоизменённая фамилия Ичиго, куро (яп. 黒) — чёрный, сиро (яп. 白) — белый) — это его злобное альтер эго, он неизменно ухмыляется, издевается, унижает и подначивает Ичиго, а также мечтает полностью завладеть телом, смакуя открывающиеся перспективы. Пустой, по собственным словам, является воплощением жажды битвы и убийства. Он может использовать все техники Ичиго, причём делает это более успешно, в отличие от своего «хозяина», сражается как берсеркер и совершенно игнорирует ранения, которые получает тело. Во внутреннем мире дзанпакто появляется в белом кимоно с чёрным поясом; выглядит, как брат-близнец Ичиго с белоснежной кожей и чёрными глазами с оранжевыми зрачками.
На разных сюжетных этапах Пустой проявляет себя по-разному. В критические моменты на теле (например, спрятанная за пазухой) просто появлялась маска пустого, которая защищала от смертельного ранения и о которой сам Ичиго не подозревал. Впервые пустой появляется во время сражения с Бякуей Кучики, когда маска закрыла половину лица Ичиго и Пустой на какое-то время полностью взял Ичиго под контроль. Второй раз похожая ситуация повторилась, когда Ичиго защищал от зависимых своего друга Кэйго, причём поверхность одного глаза сначала чернела, а затем появлялся Пустой — спасая, как он утверждал, их обоих от неминуемой смерти.
Сначала Ичиго паниковал и даже не использовал занпакто, боясь, что полностью потеряет над собой контроль и Пустой захватит его тело. Через некоторое время он узнал о существовании вайзардов — группы проводников душ, которая сражается именно таким образом, то есть буквально надевая маску пустого и получая огромное преимущество в бою. Когда Ичиго пришёл к вайзардам просить помощи, его заставили устроить сражение со своим «внутренним я», и на какое-то время тот полностью превращается в пустого, внешне похожего на огромную белую ящерицу в костяной броне и с длинными рыжими волосами. В таком виде Ичиго использовал несколько боевых техник, которые обычно подвластны только пустым, например, огненный выстрел Серо. Тем не менее он покорил Пустого и с тех пор может использовать маску, сохраняя рассудок. В маске Ичиго становится очень сильным, но может поддерживать её не более одиннадцати секунд. В битве с Гриммджо временной лимит сильно увеличился, видимо, сравнявшись с вайзардами. Когда время истекает, маска крошится и осыпается, а Ичиго теряет все преимущества формы в бою. Однако, по мере повышения контроля над маской, время её использования увеличивается, а узор на ней меняется. Так, изначально, маска имела три полосы над глазницей, в дальнейшем появились ещё пять полос под ней.
В 350 главе манги и в 271 серии аниме выясняется, что Ичиго приобрёл вторую форму полного высвобождения силы пустого: у него отрастают длинные волосы, в груди появляется дыра как у пустого, на теле появляется узор, на руках и ногах вырастают когти, маска увеличивается и на ней вырастают рога, между которыми концентрируется серо, сила которого больше, чем у сэро оскурас (по словам Улькиорры — сэро, которое можно использовать только в ресуррексьоне). Также появляется способность использовать сонидо, регенерацию и телекинез (используется для притягивания дзанпакто), сильно возрастают объём рэйацу, физическая сила и скорость движения. Однако в данной форме Ичиго не способен сознательно контролировать себя. Это преображение также изменило обычную маску Ичиго: асимметричные полосы на правой половине маски исчезли, вместо них появились две продольные полоски, пересекающие глаза. Но новая форма маски держится буквально несколько секунд и по словам Ичиго кажется «тяжёлой».
В сражении с Айдзэном время удержания маски снова сильно возросло, как и её сила.
В четвёртом анимационном фильме Hell Chapter вторая форма высвобождения пустого появляется снова: оказывается, что сила сэро в этом облике велика настолько, что способна уничтожить неуязвимые ранее цепи ада, которые сдерживают грешников и не дают им попасть в мир живых.

### Подчинение душ
Спустя 17 месяцев, после встречи с «Подчиняющими», Ичиго узнаёт, что с их помощью он может вернуть себе силы синигами обратно. Приняв их помощь, во время тренировок он осваивает способности «Полного Подчинения». Предметом, активирующим их для Ичиго становится его удостоверение синигами (Все битвы Ичиго оставляли отпечаток на «душе» его значка, когда он им пользовался, сохраняя воспоминания о них). Вначале «Подчинение» выглядело как гигантская гарда Тэнса Дзангэцу, сформированная из рэяцу (то есть в виде свастики, в аниме форму изменили в крест). С его помощью Ичиго мог совершать выстрелы рэяцу, которые выглядели как колёса с некоторым количеством спиц (оно менялось с каждым новым выстрелом, от 3 до 6, причём чем меньше спиц, тем слабее выстрел). По словам самого Ичиго, чувство при использовании Подчинения было очень схожим с Гэцугой.
Во время второй тренировки Подчинение Ичиго эволюционирует. Оно становится похоже на его форму синигами, сотканной из рэяцу. На правой руке при этом появляется клинок, по форме схожий с сикаем Дзангэцу. На этом этапе развития способностей Ичиго становится понятно, что истинная форма его Подчинения — это покров из рэяцу, в который он буквально себя окутывает (это интересно: одежда Ичиго при использовании банкая также была его частью, как и меч). «Быть одетым в силу — это и есть его подлинная сущность».
Во время первой своей схватки с Сюкуро Цукисимой, Куросаки уже инстинктивно использует подчинение окружающих предметов, чтобы помочь себе в бою (например, подчиняя землю под собой, он способен оттолкнуться на куда большее расстояние, нежели при обычном прыжке, и разогнаться, при этом также подчинив воздух вокруг себя). Однако после неё становится ясно, что эта форма — ещё не завершённое Подчинение, так как Цукисима легко одерживает победу над Ичиго, и лишь вмешательство Гиндзё в битву спасает его.
На последней тренировке с «Подчиняющими» Ичиго, ослеплённый Куго Гиндзё, начинает снова чувствовать реяцу окружающих людей, и с его же помощью полностью завершает своё Подчинение. Оно также принимает форму покрова, но теперь выглядит как броня белого цвета с костяными пластинами на лице Ичиго. Само удостоверение становится гардой меча, который появляется вместе с бронёй и хранится в ножнах на спине. Пока активировано «Подчинение», Ичиго может использовать Гэцугу тэнсё, при этом скорость этой атаки очень высока.
После того, как Цукисима вернул Гиндзё память, последний поглотил «Подчинение» Ичиго своим «Крестом Казни».

## Биография

### Детство
Когда Ичиго Куросаки было четыре года, мать водила его на занятия по карате. Там он познакомился с девчонкой-сорванцом Тацуки Арисавой и поначалу бывал ею избит, после чего начинал горько плакать, мгновенно успокаиваясь только в объятиях матери. По словам Тацуки, Ичиго был маменькиным сыночком, который цеплялся за её руку, выглядел очень счастливым и всё время улыбался если Масаки (яп. 黒崎 真咲 Куросаки Масаки) была рядом.
Когда Ичиго исполнилось девять, Масаки была убита пустым по кличке Гранд Фишер (яп. グランドフィッシャー гурандо фисся:, англ. Grand Fisher — «великий удильщик»), которого синигами не могли убить на протяжении 50 лет и из-за его способности превращать свои верхние щупальца в разных людей. Смерть наступила через пару дней, но уже не по вине пустого. Маленький Ичиго вместе с матерью шёл по берегу реки и увидел, как черноволосая девушка падает прямо в воду, он уже тогда мог видеть призраков, но не умел отличать их от живых людей, поэтому бросился на помощь, а когда пришёл в себя, девушка пропала, а Масаки была мертва. Ичиго так и не понял, что произошло. Единственное, что он знал наверняка — мать погибла, защищая его, и на вопрос Рукии о том, кто убил Масаки, он прямо отвечает: «Её убил я». Смерть матери изменила всю семью Куросаки: Карин поклялась никогда больше не плакать и воспитала в себе железный характер, Юдзу занялась домашним хозяйством, Иссин повесил на стену огромный плакат с изображением Масаки, а Ичиго мучился чувством вины и впоследствии твёрдо решил стать достаточно сильным, чтобы защитить тех, кого любит. Ради близких он готов биться до последнего — мотив, возникающий во многих сражениях.

### Становление проводником душ
С появления Ичиго Куросаки начинаются аниме и манга «Блич». Он встречается с Рукией Кучики, преследующей очередного пустого. Рукия, удивлённая, что Ичиго может видеть, рассказывает про работу проводников душ. Между тем появляется пустой, которого притягивает «аппетитная» духовная энергия Ичиго. В бою Рукии приходится отдать всю силу Ичиго, чтобы он мог спасти его семью, после чего Рукия полностью теряет сверхъестественные способности и фактически превращается в обычного человека. С этих пор Ичиго вынужден исполнять обязанности проводника душ: защищать жителей города, сражаясь с пустыми, а добрые души отправлять в Сообщество душ. Со временем некоторые одноклассники Ичиго начинают видеть духов, а другие получают особые способности — как Ясутора Садо и Орихимэ Иноуэ.

### Вторжение в сообщество душ
Рукия никак не может восстановить силы, что не остаётся незамеченным в Сообществе душ. За ней присылают капитана Бякую Кучики и лейтенанта Рэндзи Абараи. Ичиго вмешался, и проснувшаяся в нём сила позволила ему одолеть лейтенанта Абараи, но Бякуя в последний момент спасает Рэндзи и наносит Куросаки особый удар, из-за которого тот теряет способности проводника душ. Его подбирает Кискэ Урахара, помогает возвратить силы, познакомиться со своим занпакто, а затем отправляет в Сообщество душ, где Рукию уже собрались казнить за то, что она отдала свои силы смертному. Там Ичиго поочерёдно сражается с Мадарамэ Иккаку, Рэндзи Абараи и Кэмпати Дзараки (в процессе битвы лучше узнавая характер своего меча), а также овладевает банкаем под руководством Ёруичи Сихоин. Он вовремя прибывает на место казни и с лёгкостью побеждает троих лейтенантов. Вмешивается Бякуя, который гораздо опытнее Ичиго и в обычной схватке, и в использовании банкая. В конце концов, Ичиго удаётся победить, однако впервые появляется его «внутренний пустой». На месте казни появляется Соскэ Айдзэн, капитан, считавшийся убитым вторженцами. От него Ичиго узнаёт, что похищение и казнь Рукии были спланированы Айдзэном, который искал путь к возможностям, далеко превосходящим силы обычного проводника душ и даже капитана. Вмешательство Ичиго и его друзей входило в план капитана-отступника как отвлекающий фактор для всего Сообщества душ, благодаря чему Айдзэн смог осуществить главную свою цель — похищение могущественного артефакта под названием «Хогёку» (яп. 崩玉 Хо:гёку), дающего невероятную силу. Хогёку был запечатан в теле Рукии и извлечь его можно было с помощью мощного оружия, которое использовалось для ритуальных казней. Айдзэн похищает Хогёку из тела Рукии с помощью созданной Урохаро Киске технологии помещения и извлечения объектов из души. После чего, преодолев сопротивление подоспевших капитанов, покидает Сообщество душ, захватив своих сообщников, Гина Ичимару и Канамэ Тосэна. Ичиго с друзьями возвращаются домой, а Рукия остаётся в Сообществе.
Во время сюжетной арки с баунто Ичиго и Рукия вновь объединяются; Ичиго побеждает Карию, лидера Баунто — одержимого жаждой мести человека, желающего умереть. Кария Дзин за свою жизнь наблюдал, как история остатков «Зависимых» повторяется из раза в раз — а невозможность оставлять потомство стала роковой для их клана, в результате чего, возможно, помимо самого Карии и остальных наблюдаемых Баунто в живых уже попросту никого не осталось. В итоге, окончательно обезумев, он жертвует оставшимися союзниками, и отправляется на Холм Соу Киоку, дабы использовать Дзё Кай Сёу и либо уничтожить Сообщество — либо умереть самому и тем самым уничтожить любую возможность существования Баунто. Лишь там, израсходовав все свои силы и использовав резервы Дзё Кай Сёу — во время последней самоубийственной атаки на Ичиго он обретает покой.

## Упоминания в других произведениях
Как главный герой аниме и манги, Ичиго появляется в анимационных фильмах Bleach: Memories of Nobody, Bleach: The DiamondDust Rebellion и Bleach: Fade to Black, I Call Your Name, и в двух OVA. В рок-мюзикле Rock Musical BLEACH его роль исполняет Тацуя Исака.
Ичиго есть в каждой видеоигре по «Блич», включая линейку Bleach: Heat the Soul и Jump Super Stars.